# درو نيكسون
درو نيكسون (بالإنجليزية: Drew Nixon)‏ هو سياسي أمريكي، ولد في 21 نوفمبر 1959. حزبياً، نشط في الحزب الجمهوري. وقد انتخب عضو مجلس ولاية تكساس.